# Gülkoru, Malazgirt
Gülkoru là một thị trấn thuộc huyện Malazgirt, tỉnh Muş, Thổ Nhĩ Kỳ. Dân số thời điểm năm 2011 là 1.914 người.